# テオドルス1世 (ローマ教皇)
テオドルス1世（ラテン語: Theodorus I, ギリシア語: Θεόδωρος Α΄、? - 649年5月14日）は、642年11月24日から649年5月14日まで在位したローマ教皇。ギリシア人と考えられているが、生まれたのはパレスチナであり、司教の子として生まれた。
642年11月24日にヨハネス4世の後を継いでローマ教皇となった。彼の選出は東ローマ帝国のラヴェンナ総督によって支持されたが、これはおそらくテオドルスがギリシャ人であったためと思われる。
在位中、単意論と戦い続ける。東ローマ皇帝コンスタンス2世にヘラクレイオスが出した、単意論の主要文献となっていた「エクテシス（信仰宣言）」を撤回するよう迫ったが、皇帝は応じなかった。西方では単意論への反対が強まっていった。ピロスは645年に単意論をいったん撤回したが、すぐに単意論の支持に帰ったため、テオドルスから648年に破門された。テオドルスの単意論への厳しい態度は皇帝を初めとする単意論支持者から激しい反発を買い、東ローマ帝国から出されたエクテシスに続く文書であるテュポス（Typus）における非難が向けられたが、テオドルス自身が破門されたと看做しえるかどうかは確かではない。
アンティオキア総主教パヴロスをコンスタンディヌーポリ総主教と認めることを拒絶したが、これは前任の総主教ピロスが罷免されたことが教会法に違反していたためであった。
テオドルス1世は649年に「エクテシス」を非難するためのラテラン公会議を開催することを計画したが、その召集の前に死去してしまい、後任のマルティヌス1世が実現した。テオドルス1世はサン・ピエトロ大聖堂に葬られている。